# Hedesunda IF
Hedesunda IF är en idrottsförening i Hedesunda, Gävle kommun. Föreningen bildades 1904 och driver bland annat fotboll, ishockey, orientering, skidsport och friidrott. Hedesunda IF vann 1957 sensationellt lagtävlingen i Vasaloppet genom trion Evert Nordin, Ture Larsson och Alex Jönsson.